# ویلی مسرشمیت
ویلهلم امیل مسرشمیت معروف به ویلی مسرشمیت (به آلمانی: Willy Messerschmitt) (۲۶ ژوئن ۱۸۹۸، فرانکفورت - ۱۵ سپتامبر ۱۹۷۸، مونیخ) طراح هواپیمای آلمانی بود. مهمترین طراحی ویلی مسرشمیت، طراحی هواپیمای جنگنده مسرشمیت ب‌اف ۱۰۹ بود که به مهمترین جنگنده آلمان نازی در طول جنگ جهانی دوم تبدیل شد. وی شرکتی را با نام مسرشمیت پایه‌گذاری کرد که پیش از پایان جنگ جهانی دوم توانست نخستین موتور جت جهان را با همکاری شرکت هانکل طراحی و بر روی هواپیما نصب کند. هواپیمای مسرشمیت ام‌ئی ۲۶۲ نخستین هواپیمای جنگنده با موتور جت بود.

## اوایل زندگی
او در فرانکفورت، پسر باپتیست فردیناند مسرشمیت (1858-1916) و همسر دومش، آنا ماریا شالر (1867-1942) به دنیا آمد. 

## اولین طراحی گلایدر و جنگ جهانی اول
مسرشمیت در جوانی با فردریش هارت، پیشگام گلایدر آلمانی دوست شد. هارت در سال 1914 به ارتش آلمان پیوست و زمانی که در جنگ نبود، مسرشمیت به کار بر روی یکی از طرح های هارت، یعنی گلایدر S5 ادامه داد. در سال 1917، مسرشمیت خود برای خدمت سربازی ثبت نام کرد. پس از جنگ، این دو دوباره متحد شدند و به همکاری خود ادامه دادند، در حالی که مسرشمیت تحصیل در دانشکده فنی مونیخ را آغاز کرد و هارت در هواپیماسازی باواریا یا بی‌اف‌دابلیو (Bayerische Flugzeugwerke - BFW) هواپیما ساخت. گلایدر S8 که آنها با هم در سال 1921 طراحی و ساختند، یک رکورد جهانی (البته غیررسمی) را شکست و آنها برای مدتی همکاری خود را با یک مدرسه پرواز آغاز کردند. در همان سال، اولین هواپیمای کاملاً طراحی شده توسط مسرشمیت پرواز کرد - گلایدر S9.

## آغاز کار
در سال 1923 مسرشمیت از موسسه فناوری مونیخ فارغ التحصیل شد. در همان سال هارت و مسرشمیت با هم اختلاف پیدا کردند و راه خود را از هم جدا کردند و مسرشمیت شرکت هواپیماسازی خود را در آگسبورگ تأسیس کرد.[1] در ابتدا، مسرشمیت گلایدر ساخت، اما در عرض دو سال از طریق موتور گلایدر به هواپیماهای کوچک موتوری - انواع ورزشی و توری - پیشرفت کرد. این طرح‌ها در طرح‌های ام ۱۷ و ام ۱۸ و  به اوج خود رسید.

## محاکمه
ویلهلم امیل مسرشمیت پس از جنگ جهانی دوم به خاطر آنچه همکاری با نازی‌ها گفته می‌شد به اعدام محکوم شد اما پس از گذراندن دو سال از محکومیت زندانش آزاد گشت و باردیگر به مدیریت در شرکت مسرشمیت بازگشت. وی در سال ۱۹۷۸ در بیمارستانی در مونیخ درگذشت.